# Ори

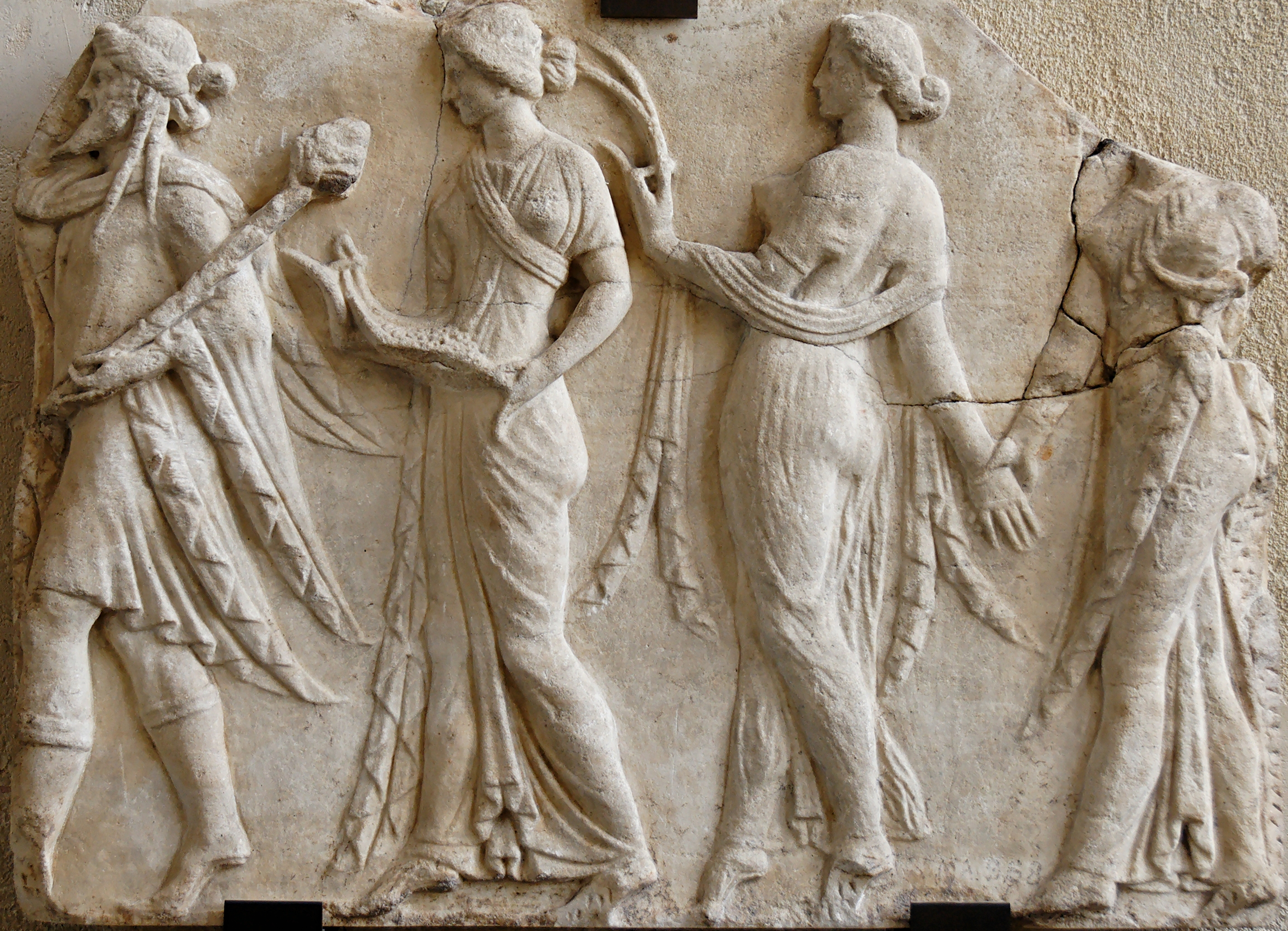
Діоніс веде за собою ори. Горельєф 1 століття

О́ри, Го́ри (грец. Ὧραι) — дочки Зевса й Феміди; зображувалися вродливими дівчатами, що тримали в руках квітки або фрукти; богині пір року й суспільного ладу. За давнім епосом, вони — служниці Зевса, що відчиняють і зачиняють небесну браму. Кількість ор збільшувалася залежно від кількості пір, на які ділили рік стародавні греки. В Афінах від сивої давнини були в пошані три ори: Евномія (Законність), Діке (Справедливість), Ейрена (Мир). Пізніше фігурували чотири ори, включаючи Авксо. Культ ор був поширений у багатьох областях Греції. У Стародавньому Римі особливою шаною користувалась Ейрена, яку римляни називали Пакс.